# Tian Ye
Tian Ye (chinesisch 田野, Pinyin Tián Yě; * 29. Juli 1982 in der Provinz Heilongjiang) ist ein ehemaliger chinesischer Biathlet und früherer Skilangläufer.
Tian ist Student und lebt in Harbin. Er trat für die Chinese Biathlon Association an. Er wurde von Xinan Liang trainiert. Zunächst startete Tian seit Ende 2004 in internationalen Skilanglaufrennen. Früh am Beginn seiner Karriere nahm er an der Winter-Universiade 2005 in Innsbruck teil, wo Platz 34 im Sprint bestes Ergebnis war. Kurz darauf nahm er in Bad Goisern an FIS-Rennen teil und belegte unter anderem einen siebten Platz in einem Rennen über 15 Kilometer, woraufhin er im anschließenden Rennen des Skilanglauf-Weltcups über dieselbe Distanz in Reit im Winkl starten durfte, aber nur 89. wurde. Besser lief es im Sprintrennen, wo er 48. wurde. Danach startete der Chinese in fünf Rennen bei den Nordischen Skiweltmeisterschaften 2005 in Oberstdorf, wo Platz 48 im 50-Kilometer-Rennen bestes Resultat war. Ein Jahr später trat Tian in drei Rennen bei den Olympischen Winterspielen 2006 von Turin an. Bei den Rennen in Pragelato Plan wurde er 19. im Teamsprint, 53. im Sprint und 64. über 15 Kilometer. Zum Ende der Saison wechselte er jedoch wegen ausbleibender Erfolge im Skilanglauf zum Biathlon.
Biathlon bestritt Tian schon seit 2004. In Ridnaun debütierte er gegen Ende der Saison 2005/06 im Biathlon-Europacup und wurde 70. in einem Einzel. Das erste Rennen im Biathlon-Weltcup betritt der Chinese während der Saison 2006/07 bei einem Sprintrennen, das er als 90. beendete. Mit der Staffel konnte er den 12. Platz erreichen. Ohne bis dahin nennenswerte Ergebnisse erreicht zu haben, wurde Tian bei den Biathlon-Weltmeisterschaften 2007 in Antholz eingesetzt. Im Einzel wurde er 95. mit der Staffel 17. Mit Zhang Qing, Ren Long und Zhang Chengye gewann er bei den Winterasienspielen 2007 in Changchun als Schlussläufer die Goldmedaille. In der folgenden Saison wurden die Ergebnisse des Chinesen besser. Schon zum Auftakt der Saison konnte er als 32. in einem Einzel von Kontiolahti eine Platzierung nahe den Punkten und seine beste Platzierung im Weltcup erreichen. Während der Biathlon-Weltmeisterschaften 2008 in Östersund bestritt Tian schon drei Rennen: im Sprint erreichte er den 85. Platz, im Einzel den 49. und mit der Staffel wurde er 16.

## Biathlon-Weltcup-Platzierungen
Die Tabelle zeigt alle Platzierungen (je nach Austragungsjahr einschließlich Olympische Spiele und Weltmeisterschaften).
- 1.–3. Platz: Anzahl der Podiumsplatzierungen
- Top 10: Anzahl der Platzierungen unter den ersten zehn (einschließlich Podium)
- Punkteränge: Anzahl der Platzierungen innerhalb der Punkteränge (einschließlich Podium und Top 10)
- Starts: Anzahl gelaufener Rennen in der jeweiligen Disziplin

| Platzierung         | Einzel | Sprint | Verfolgung | Massenstart | Staffel | Gesamt |
| ------------------- | ------ | ------ | ---------- | ----------- | ------- | ------ |
| 1. Platz            |        |        |            |             |         |        |
| 2. Platz            |        |        |            |             |         |        |
| 3. Platz            |        |        |            |             |         |        |
| Top 10              |        |        |            |             |         |        |
| Punkteränge         |        |        |            |             | 9       | 9      |
| Starts              | 6      | 8      | 1          |             | 9       | 24     |
| Stand: Karriereende |        |        |            |             |         |        |